# 四合原旅游开发办公室
四合原旅游开发办公室，是中华人民共和国甘肃省庆阳市环县下辖的一个类似乡级单位。

## 行政区划
四合原旅游开发办公室下辖以下地区：
桃树掌村、韩老庄村、天桥村、早流渠村、耿河村和四合原村。